# تشاه روغني (غناباد)
تشاه روغني (بالفارسية: چاه روغنی) هي قرية تقع في منطقة مركزية ريفية في إيران.